# Gare d'Algajola
La gare d'Algajola (L'Algaghjola selon la toponymie corse reprise dans les documents horaires) est une gare de la ligne de Ponte-Leccia à Calvi (voie unique à écartement métrique), située sur le territoire de la commune d'Algajola, dans le département de la Haute-Corse et la Collectivité territoriale de Corse (CTC).
Elle est desservie par les trains « grandes lignes » Calvi-Bastia et les navettes Calvi-Île-Rousse.

## Situation

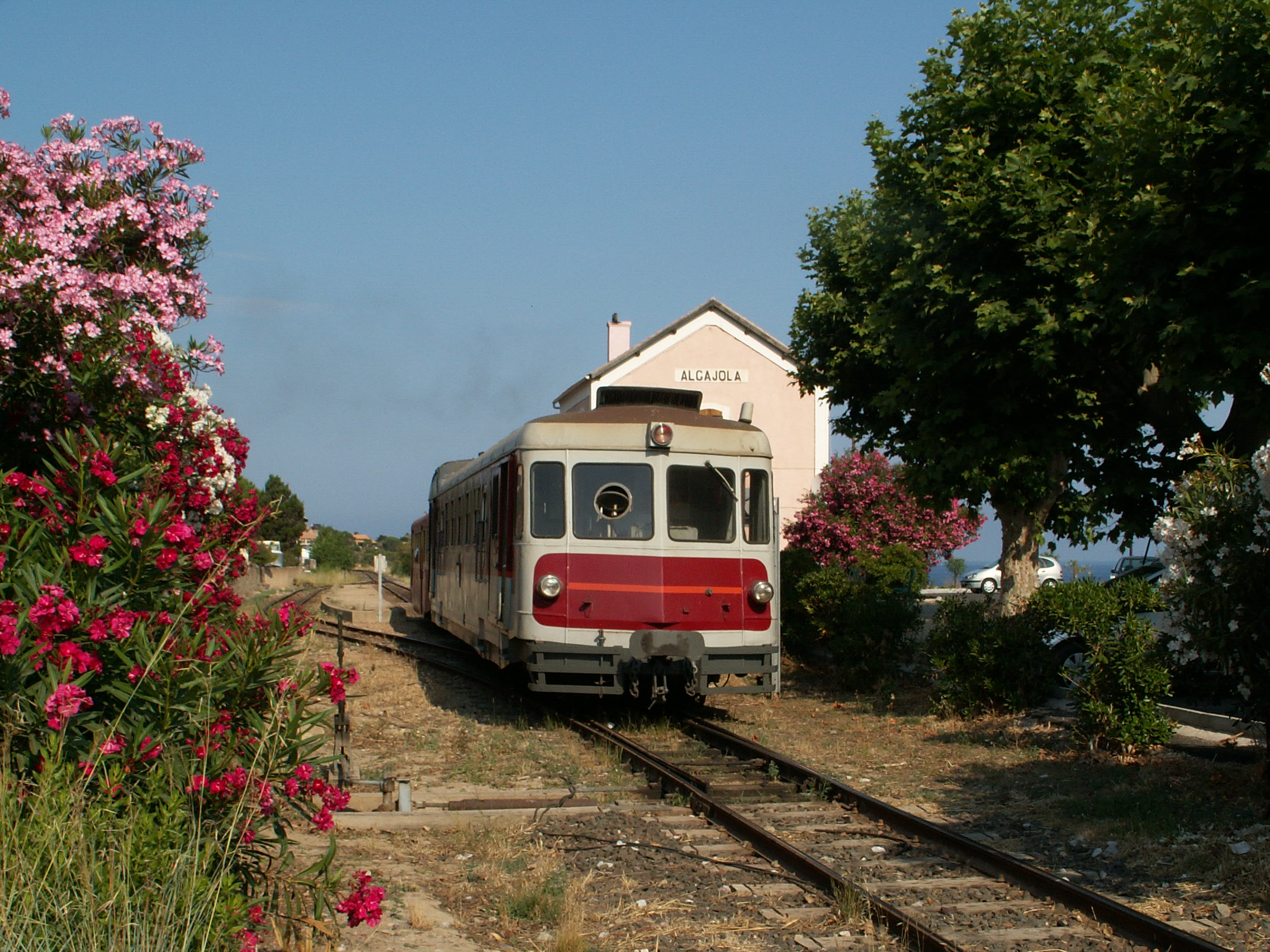
navette Calvi-Île-Rousse - autorail Renault de 1949 n° 201 (2006)

Établie à 15 mètres d'altitude, dans le vieux village, la gare d'Algajola est située au point kilométrique (PK) 107,4 de la ligne de Ponte-Leccia à Calvi, entre les gares d'Aregno et de Sant'Ambroggio.
C'est une gare d'évitement avec une deuxième voie pour le croisement des trains. Ce point de croisement nécessitant la présence permanente d'un agent en gare a été neutralisé lors de la modernisation de la ligne en attendant la mise en place d'une commande centralisée à distance. En conséquence, la fréquence des navettes Calvi-Île-Rousse a été portée à deux heures au lieu d'une, leur service ne peut commencer que quand le train Calvi-Bastia est arrivé à Île-Rousse et le train Bastia-Calvi ne peut partir d'Île-Rousse que quand la navette est arrivée à Calvi.

## Service des voyageurs

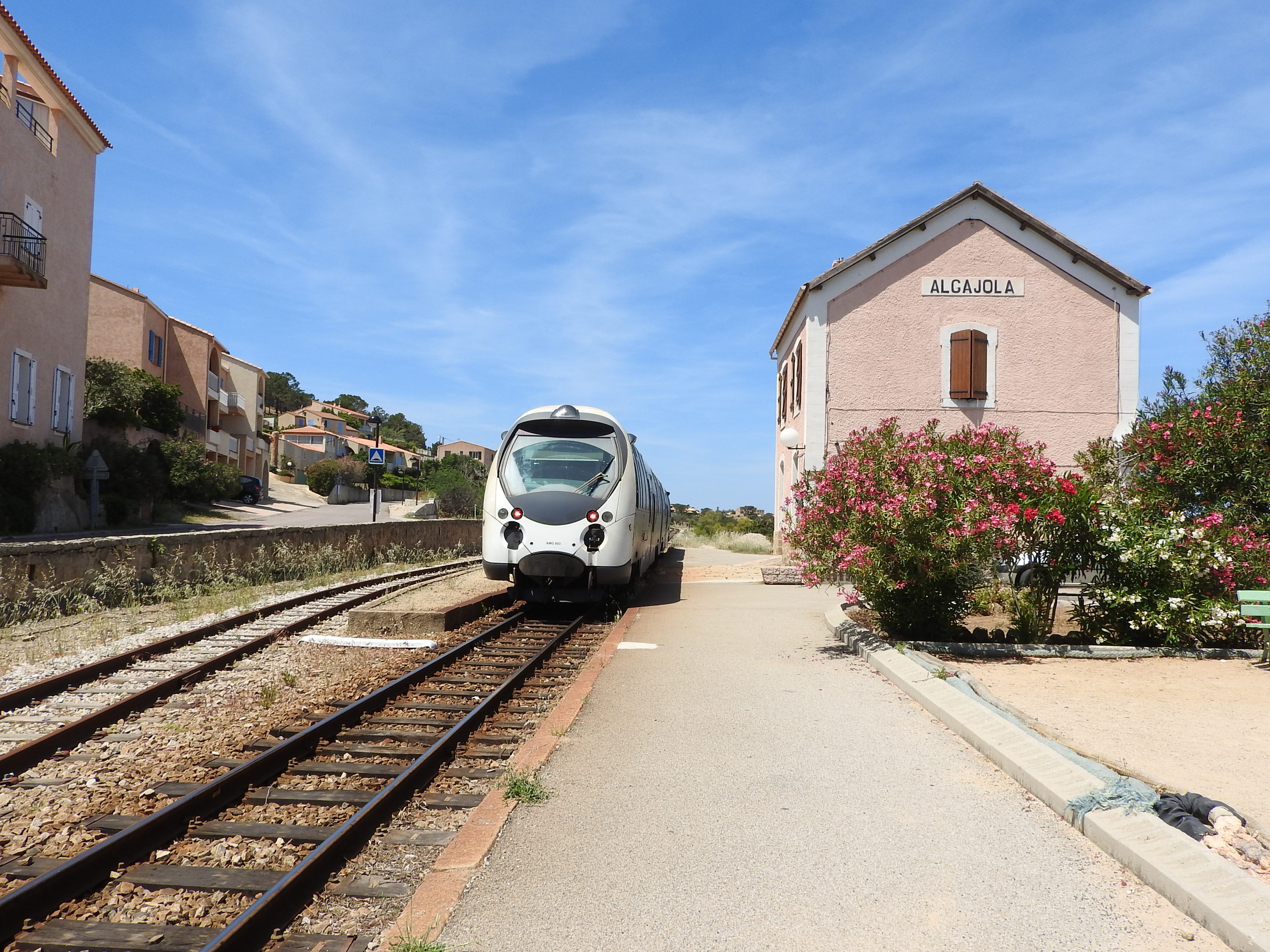
train Bastia-Calvi - AMG 803/804 (2017)

Cette gare est un point d'arrêt facultatif (AF) non géré (PANG) à accès libre. Il faut se signaler au conducteur pour obtenir l'arrêt du train. Les billets sont délivrés à bord. Le local prévu pour l'agent-circulation lors de la remise en état est inoccupé, l'autre partie du bâtiment abrite le Syndicat d'Initiative.
Des travaux d’aménagement de la gare en novembre 2023, intégrant la Commande Centralisée de Voie Unique (CCVU), permettront le croisement des trains augmentant ainsi la fréquence d’allers retours sur le périurbains de Balagne.